# Приз имени Пита Ньюэлла
Приз имени Пита Ньюэлла (англ. Pete Newell Big Man Award) — это ежегодная баскетбольная награда, вручаемая национальной ассоциацией баскетбольных тренеров (НАБТ) (англ. National Association of Basketball Coaches (NABC)) лучшему баскетболисту передней линии среди студентов I дивизиона национальной ассоциации студенческого спорта (NCAA) по результатам голосования. Эта премия была учреждена и впервые вручена Маркусу Файзеру из университета штата Айова в сезоне 1999/2000 годов.
Баскетболистами передней линии считаются игроки, выступающие на позициях лёгкого и тяжёлого форвардов, а также центрового и играющие в, так называемой, зоне лоу-пост, которая находится непосредственно рядом с корзиной, но за пределами линии штрафного броска.
Награда получила своё название в честь известного в прошлом тренера студенческих команд NCAA и сборной США Пита Ньюэлла, под руководством которого последняя стала победителем Олимпийские игр 1960 года в Риме. В 1976 году он открыл тренировочный летний лагерь для центровых и форвардов (англ. Pete Newell Big Man Camp) и стал проводить его ежегодно вплоть до своей смерти в 2008 году, причём никогда не брал за свои услуги денег. Поначалу местом проведения лагеря был город Гонолулу на Гавайях, но в последнее время он стал проводиться в Лас-Вегасе (штат Невада). Незадолго до открытия лагеря Пит Ньюэлл стал тренировать Кермита Вашингтона, в результате чего игра последнего стала быстро совершенствоваться, после чего к Ньюэллу потянулось большое количество высоких баскетболистов, а немного позднее у тренера родилась идея организации лагеря.
Пять игроков, Грег Оден, Майкл Бизли, Энтони Дэвис, Джалил Окафор и Марвин Багли, получали данную награду, будучи первокурсниками. Никто из лауреатов не завоёвывал этот приз дважды. Данная награда вручалась уже двадцать сезонов, причём только баскетболисты университета Дьюка выигрывали почётный трофей три раза, а игроки университета Юты и университета Пердью — два раза, в остальные же годы лауреатами этой номинации становились представители разных университетов. Действующим обладателем награды является Итан Хэпп из Висконсинского университета в Мадисоне.

## Легенда
| * | Становились лауреатами Приза Джеймса Нейсмита (1969—), Приза Джона Вудена (1977—), Приза Оскара Робертсона (1959—) или Приза Адольфа Раппа (1972—) |

## Победители
| Сезон   | Игрок           | Фото | Университет                          | Позиция                          | Год обучения | Примечания |
| ------- | --------------- | ---- | ------------------------------------ | -------------------------------- | ------------ | ---------- |
| 1999/00 | Маркус Файзер   |      | Университет штата Айова              | Тяжёлый форвард / Лёгкий форвард | Третий       | [ 1 ]      |
| 2000/01 | Джейсон Коллинз |      | Стэнфордский университет             | Центровой                        | Четвёртый    | [ 2 ]      |
| 2001/02 | Дрю Гуден       |      | Канзасский университет               | Тяжёлый форвард / Центровой      | Третий       | [ 3 ]      |
| 2002/03 | Дэвид Уэст*     |      | Университет Ксавьера                 | Тяжёлый форвард / Лёгкий форвард | Четвёртый    | [ 4 ]      |
| 2003/04 | Эмека Окафор    |      | Коннектикутский университет          | Центровой / Тяжёлый форвард      | Третий       | [ 5 ]      |
| 2004/05 | Эндрю Богут*    |      | Университет Юты                      | Центровой                        | Второй       | [ 6 ]      |
| 2005/06 | Глен Дэвис      |      | Университет штата Луизиана           | Тяжёлый форвард / Центровой      | Второй       | [ 7 ]      |
| 2006/07 | Грег Оден       |      | Университет штата Огайо              | Центровой                        | Первый       | [ 8 ]      |
| 2007/08 | Майкл Бизли     |      | Университет штата Канзас             | Лёгкий форвард / Тяжёлый форвард | Первый       | [ 9 ]      |
| 2008/09 | Блэйк Гриффин*  |      | Университет Оклахомы                 | Тяжёлый форвард                  | Второй       | [ 10 ]     |
| 2009/10 | Грег Монро      |      | Джорджтаунский университет           | Центровой / Тяжёлый форвард      | Второй       | [ 11 ]     |
| 2010/11 | Джауан Джонсон  |      | Университет Пердью                   | Тяжёлый форвард                  | Четвёртый    | [ 12 ]     |
| 2011/12 | Энтони Дэвис*   |      | Кентуккийский университет            | Тяжёлый форвард / Центровой      | Первый       | [ 13 ]     |
| 2012/13 | Мэйсон Пламли   |      | Университет Дьюка                    | Центровой / Тяжёлый форвард      | Четвёртый    | [ 14 ]     |
| 2013/14 | Патрик Янг      |      | Флоридский университет               | Центровой                        | Четвёртый    | [ 15 ]     |
| 2014/15 | Джалил Окафор   |      | Университет Дьюка                    | Центровой                        | Первый       | [ 16 ]     |
| 2015/16 | Якоб Пёлтл      |      | Университет Юты                      | Центровой                        | Второй       | [ 17 ]     |
| 2016/17 | Калеб Суониган  |      | Университет Пердью                   | Тяжёлый форвард                  | Второй       | [ 18 ]     |
| 2017/18 | Марвин Багли    |      | Университет Дьюка                    | Тяжёлый форвард                  | Первый       | [ 19 ]     |
| 2018/19 | Итан Хэпп       |      | Висконсинский университет в Мадисоне | Тяжёлый форвард                  | Четвёртый    | [ 20 ]     |